# Seznam kanadskih arheologov
Seznam kanadskih arheologov.

## F
- George-Barthélemy Faribault

## L
- Rebecca Lynn

## R
- Donald B. Redford

## T
- Homer Thompson
- Bruce Trigger

## W
- Daniel Wilson